# Boncāni
Boncāni – wieś na Łotwie, w krainie Łatgalia, w novadsie Balvi. Według danych na rok 2007, miejscowość zamieszkiwało 7 osób.